# 中村圭介
中村 圭介（なかむら けいすけ、1961年6月23日 - ）は、福岡県宗像郡出身のサッカー指導者。

## 来歴
日本体育大学を経て、1995年に鳥栖フューチャーズのフィジカルコーチに就任。その後はアルビレックス新潟、ガンバ大阪、京都パープルサンガなどでコーチを歴任した。
2014年、サガン鳥栖のフィジカルコーチに就任。
2015年、蔚山現代FCのフィジカルコーチに就任。
2016年、ツエーゲン金沢のフィジカルコーチに就任。
2017年、アルビレックス新潟U-18のフィジカルコーチに就任。
2018年、AC長野パルセイロのフィジカルコーチに就任。

## 学歴
- 1977年 - 1979年 福岡県立香椎高等学校
- 1980年 - 1983年 九州産業大学
- 1986年 - 1988年 日本体育大学

## 指導歴
- 1993年 - 1995年 福岡大学サッカー部[6]
- 1995年 - 1997年  鳥栖フューチャーズ フィジカルコーチ
- 1998年 - 1999年  アルビレックス新潟 フィジカルコーチ
- 2000年 - 2003年  ガンバ大阪 フィジカルコーチ
- 2004年  京都パープルサンガ フィジカルコーチ
- 2006年 - 2010年  川崎フロンターレU-18 / U-15
- 2011年 - 2012年  浦和レッズユース / ジュニアユース
- 2013年 福岡大学サッカー部
- 2014年  サガン鳥栖 フィジカルコーチ
- 2015年  蔚山現代FC フィジカルコーチ
- 2016年  ツエーゲン金沢 フィジカルコーチ
- 2017年  アルビレックス新潟U-18 フィジカルコーチ
- 2018年  AC長野パルセイロ フィジカルコーチ
- 2019年  サムットプラーカーン・シティFC トレーナー[7]